# Stefano Pecorelli
Stefano Pecorelli (Monza, 29 gennaio 1966) è un chitarrista e arrangiatore italiano.

## Biografia
Diplomato al CPM di Milano sotto la guida di Giorgio Cocilovo, ha sviluppato in modo autonomo una tecnica chitarristica molto precisa e personale, infatti insegna da oltre 30 anni teoria e pratica della chitarra, teoria e solfeggio/armonia, musica d’insieme a numerosi allievi della Lombardia.
Durante il periodo di studio inizia a fare esperienza nelle sale d’incisione, collaborando in qualità di chitarrista alla registrazione di dischi d’artisti minori.
Terminati gli studi nel 1991 si dedica anche all’arrangiamento in qualità di tastierista programmatore.
Nel 1995 inizia, in qualità di chitarrista, una collaborazione con il gruppo Giorgio Vanni e i Braccobaldo Show e con questi ultimi appare in varie trasmissioni televisive Roxy Bar e Segnali di fumo su Videomusic, per poi diventare la band musicale della trasmissioneGenerazione X su Italia 1. Dal 1999 al 2004, collaborando con l’arrangiatore Max Longhi, registra parti di chitarra in molte sigle di cartoni animati per Giorgio Vanni e Cristina d'Avena in onda su Italia 1. Nel 2017 prende parte al tour di Giorgio Vanni esibendosi nelle più importanti piazze Italiane. 
Nel 1996 prende parte alla trasmissione televisiva Non dimenticate lo spazzolino da denti condotta da Gerry Scotti e Ambra Angiolini.

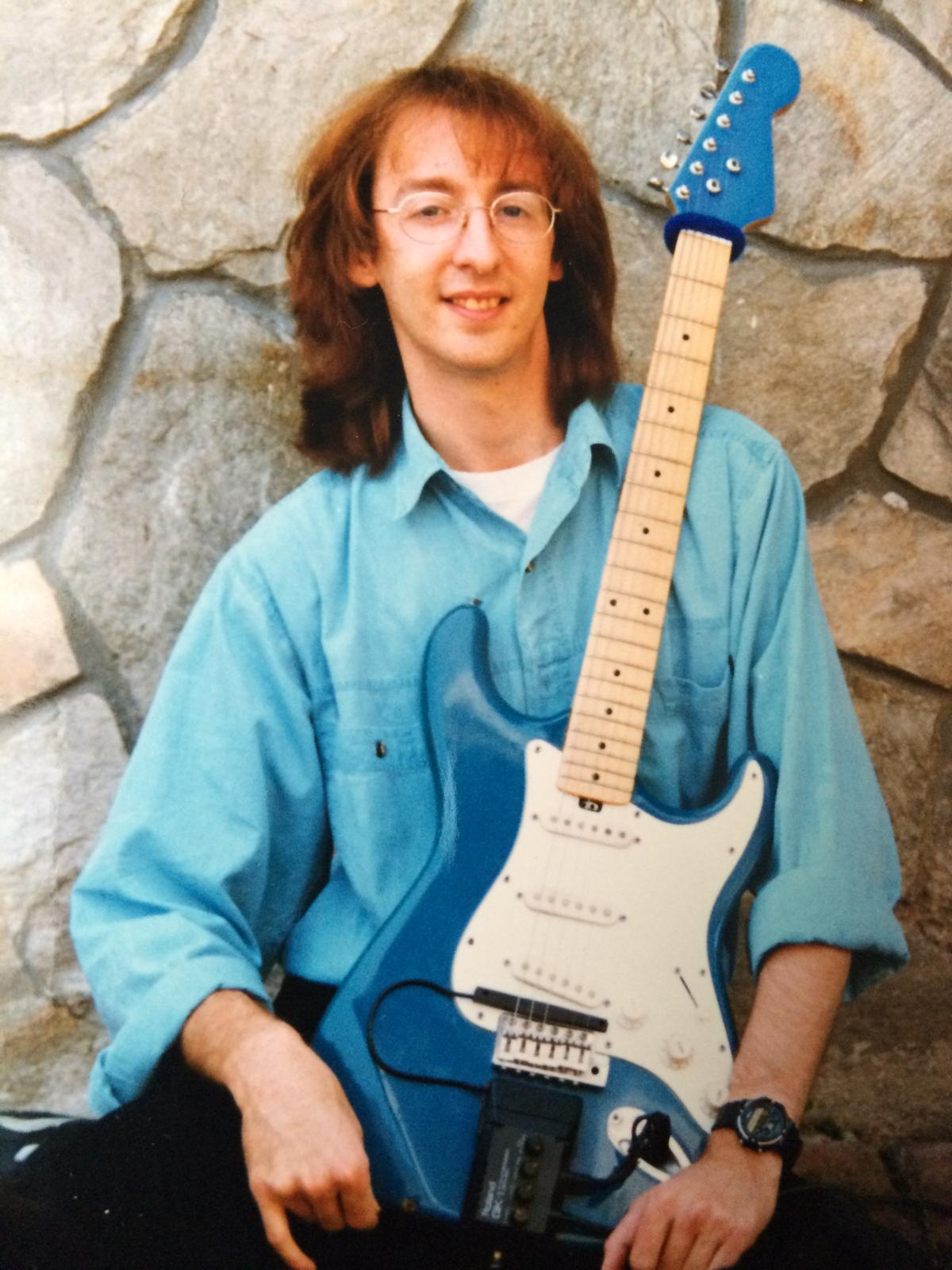
Stefano Pecorelli - 1996

Nel 1997 e nel 1999 suona la prima chitarra nell’orchestra di Grease il Musical, in scena al Teatro Nuovo di Milano e poi al Palavobis (oggi PalaSharp) di Milano.
Nel 1998 partecipa alla registrazione del primo disco dal vivo di Fausto Leali, LealiLive.
Nel 2000, suona la chitarra nell’orchestra diretta dal maestro Vince Tempera della trasmissione televisiva I ragazzi irresistibili su Canale 5.
Nel 2000, prende parte alla trasmissione televisiva Macchemù su Italia 1, condotta da Alessia Marcuzzi e Paola Barale suonando nell'orchestra diretta dal maestro Fabio Frizzi. Con quest’ultimo, si esibisce a “Buon compleanno Signor Biagi”, serata sugli ottant'anni di Enzo Biagi, trasmessa il 9 agosto 2000 su Rai Uno. 
Tra il 2000 e il 2001, suona nella band della trasmissione televisiva “Passaparola”, su Canale 5, condotta da Gerry Scotti.
Nel 2001, registra per Bobby Solo tutti i maggiori successi raccolti in un disco.
Nello stesso anno registra il brano Everybody Come On (Wanna Be A Popstar) contenuto nel disco delle Lollipop “Popstars”
Nel 2001 suona in 4 puntate speciali nell’orchestra diretta dal maestro Valeriano Chiaravalle della trasmissione televisiva Sembra ieri su Rete 4, condotta da Iva Zanicchi.
Nel 2002, dal Palais di Saint Vincent, con l’orchestra diretta dal maestro Fabio Frizzi, lo spettacolo di cabaret Qui è tutto un casino trasmesso sul canale satellitare Happy Channel. 
Inoltre nel 2002 registra le parti di chitarra nel disco I grandi successi di Fausto Leali.
Nel 2003 suona nell’orchestra del musical La febbre del sabato sera in scena al Teatro Nazionale di Milano.
Tra il 2003 e il 2004 suona nella della band diretta dal Maestro Fabio Frizzi nella sit-com I Caruso little Italy, su Happy Channel.
Dal 2004 suona con la John Stanson Band e si esibisce in tutta Italia.
Nel 2004 suona nell'orchestra diretta dal maestro Lucio Fabbri la trasmissione televisiva Il Teo - Sono tornato normale, su Canale 5, condotto da Teo Teocoli.
Nel dicembre 2008, accompagna Christian De Sica in una puntata di Paperissima.

## Discografia
- 1998 LEALI live

- 1998    FIVELANDIA 16

- 1999 FIVELANDIA 1999

- 2000 Cristina D’Avena ed i tuoi amici in TV 13

- 2000 FIVELANDIA 18

- 2000 POKEMON cartoons dance compilation

- 2001 Cristina D’Avena ed i tuoi amici in TV 14

- 2001 LOLLIPOP (Pop star)

- 2001 BOBBY SOLO (i successi)

- 2001 FIVELANDIA 19

- 2002 CARTUNO

- 2002 Cristina D’Avena ed i tuoi amici in TV 15

- 2002 FIVELANDIA 20

- 2002 FAUSTO LEALI (i grandi successi)

- 2003 Cristina D’Avena ed i tuoi amici in TV 16

- 2003 FIVELANDIA 21

- 2004 Cristina D’Avena ed i tuoi amici in TV 2004

## Eventi Live
- 1995 LIVE FOR LIFE (Stadio di Busto Arsizio) con Giorgio Vanni

- 1997 Inaugurazione locale OMBELIKO (Monza) con Braccobaldo band

- 1998 Fausto Leali live (PROPAGANDA di Milano)

- 1999 Fiera IBTS (Milano) con Nik the Nightfly ed Amedeo Bianchi

- 1999 Inaugurazione locale “LA SALUMERIA DELLA MUSICA” (Milano) con Braccobaldo band

- 2004 Festa Buena Vista (Milano) con John Stanson Band e Paola Cortellesi

- 2005 Disney Awords (Milano) con John Stanson Band

- 2005 Inaugurazione Outlet Val di Chiana Village con Giorgio Panariello

- 2005 Anniversario Outlet Franciacorta con Giorgio Panariello

- 2005 Anniversario Avis (Macerata) con Fabrizio Frizzi

- 2006 Inaugurazione Nikto studio (Milano) con Kate Kelly

- 2007 Estival (Piazza Lugano - CH) con John Stanson Band

- 2007 FIDITALIA Party (Montecarlo) con John Stanson Band e Raoul Cremona

- 2008 Philips Party (Autodromo Monza) con John Stanson Band

- 2011 San Valentino (39º Piano - Palazzo Regione Lombardia) con DOUBLE S

- 2012 San Valentino (39º Piano - Palazzo Regione Lombardia) con DOUBLE S

- 2012 Ferragosto (Casinò di Sanremo) con Bohemian quartet

- 2014 Kiehl’s (39º Piano - Palazzo Regione Lombardia) con Alteria

- 2017 Fiera del tessile (Villa Erba - Cernobbio) con Mandragola Band

- 2017 Ferragosto (Piazza Lugano - CH) con Jaguar Trio

- 2017 Gran Galà Nuoto Sincronizzato (Piscina Muggiò - MB)

- 2023 Natale Banca BCC (Barlassina) con John Stanson Band

- 2024 Ferragosto Teatro Abano Terme con DOUBLE S

- 2024 Gran Galà Nestlè (Milano)

## Musical
- 1997-1998 GREASE (prima edizione)

- 1999 -2000 GREASE (seconda edizione)

- 2003 LA FEBBRE DEL SABATO SERA

## Programmi TV
- 1995 - Roxy Bar (Videomusic)

- 1995 - L’Italia del giro (Italia 1)

- 1995 - Segnali di fumo (Videomusic)

- 1995-1996 Generazione X (Italia 1)

- 1996-1997 Non dimenticate lo spazzolino da denti (Italia 1)

- 2000 I ragazzi irresistibili (canale 5)

- 2000 Macchemu’ (Italia1)

- 2000 Buon compleanno Signor Biagi (RAI 1)

- 2000-2001 Passaparola (Canale 5)

- 2001 Sembra Ieri (Rete 4)

- 2001 Canzoni sotto l’albero (Rete 4)

- 2002 Qui è tutto un casinò (Happy Channel)

- 2002 Risate doni e panettoni (Happy Channel)

- 2003-2004 I Caruso (Happy Channel)

- 2004 IL TEO (Canale 5)

- 2008 Paperissima (CANALE 5)

## Sigle TV
- 1996 NON DIMENTICATE LO SPAZZOLINO DA DENTI (Italia 1)

- 1997 IL QUIZZONE (Canale 5)

- 1998 FORZA PAPA’ (Canale 5)

- 1998 LA SAI L’ULTIMA (Canale 5)

- 2000 WOZZUP (Italia 1)

- 2000 CENTOVETRINE (Canale 5)

- 2001 POP STAR (Italia 1)

- 2001 DON LUCA (Canale 5)

- 2002 QUI È TUTTO UN CASINO’ (Happy Channel)

- 2002 RISATE DONI E PANETTONI (Happy Channel)

- 2003 I CARUSO (Happy Channel)

- 2004 IL TEO (Canale 5)

- 2004 CAMPIONI (Italia 1)

- 2011 AVANTI UN ALTRO (Canale 5)

## Sigle Cartoni Animati
- 1999 Superman (Italia 1)

- 1999 Dragon Ball (Italia 1)

- 1999 L’incredibile Hulk (Italia 1)

- 1999 Una giungla di avventure per Kimba (Italia 1)

- 2000 Maledetti scarafaggi (Italia 1)

- 2000 I Cavalieri dello zodiaco (Italia 1)

- 2000 What is my destiny (Dragon Ball) (Italia 1)

- 2000 Diabolik (Italia 1)

- 2000 Sabrina (Italia 1)

- 2000 Rossana (Italia 1)

- 2000 Pokèmon (Italia 1)

- 2000 Oltre i cieli dell’avventura Pokèmon (Italia 1)

- 2001 Roswell Conspiracies (Italia 1)

- 2001 Dragon ball GT (Italia 1)

- 2001 Gundam Wing (Italia 1)

- 2001 Super Elvis la stella del Rock (Italia 1)

- 2001 What a mess Slamp e Arale (Italia 1)

- 2001 All’Arrembaggio (Italia 1)

- 2001 Always Pokèmon (Italia 1)

- 2002 I Cavalieri del drago (Italia 1)

- 2002 Vita da streghe (Italia 1)

- 2002 Cubix (Italia 1)

- 2002 Batman of the future (Italia 1)

- 2002 Spiderman (Italia 1)

- 2002 Roba da Gatti (Italia 1)

- 2002 Ma che magie DOREMI (Italia 1)

- 2002 Magica DOREMI (Italia 1)

- 2002 Hamtaro Piccoli Criceti grandi avventure (Italia 1)

- 2002 Detective Conan (Italia 1)

- 2002 A scuola di magie (Italia 1)

- 2003 Squadra di Soccorso (Italia 1)

- 2003 Simsala Grimm (Italia 1)

- 2003 DORAEMON (Italia 1)

- 2003 Lupin (Italia 1)

## Spot pubblicitari
- 1997 Coca Cola
- 1997 Deo Sauber
- 1999 Acqua Sanpellegrino